# فهرست جایزه‌ها و نامزدی‌های توایس
این لیست جوایز و نامزدی‌های دریافتی توایس، گروه دخترانه کره جنوبی تشکیل شده در سال ۲۰۱۵ توسط کمپانی جی وای پی اینترتینمنت است. توایس در طی شش سال فعالیت خود ۱۱۲ جایزه دریافت و ۳۹۱ بار نامزد(این جوایز و نامزدی‌ها جدا از جوایز موزیک‌شوها هستند) در مراسم‌ها شده‌است.

## جوایز و نامزدی‌ها
برنده
| مراسم                                          | سال  | قسمت                                                          | نامزدی / اثر           | نتیجه    | منبع                 |
| ---------------------------------------------- | ---- | ------------------------------------------------------------- | ---------------------- | -------- | -------------------- |
| Asia Artist Awards                             | ۲۰۱۶ | جایزه محبوبیت - خواننده                                       | توایس                  | نامزدشده | [ ۱ ]                |
| Asia Artist Awards                             | ۲۰۱۶ | بهترین هنرمند - خواننده                                       | توایس                  | برنده    | [ ۱ ]                |
| Asia Artist Awards                             | ۲۰۱۷ | جایزه محبوبیت - خواننده                                       | توایس                  | نامزدشده |                      |
| Asia Artist Awards                             | ۲۰۱۸ | جایزه شگفت‌انگیز خواننده                                       | توایس                  | برنده    | [ ۲ ]                |
| Asia Artist Awards                             | ۲۰۱۸ | جایزه محبوبیت - خواننده                                       | توایس                  | نامزدشده | [ ۲ ]                |
| Asia Artist Awards                             | ۲۰۱۸ | هنرمند سال - موزیک                                            | توایس                  | برنده    | [ ۲ ]                |
| Asia Artist Awards                             | ۲۰۱۸ | بهترین هنرمند - خواننده                                       | توایس                  | برنده    | [ ۲ ]                |
| Asia Artist Awards                             | ۲۰۱۹ | هنرمند سال (دسانگ)                                            | توایس                  | برنده    | [ ۳ ]                |
| Asia Artist Awards                             | ۲۰۱۹ | بهترین هنرمند شبکه‌های اجتماعی                                 | توایس                  | برنده    | [ ۳ ]                |
| Asia Artist Awards                             | ۲۰۱۹ | جایزه محبوبیت - خواننده                                       | توایس                  | نامزدشده | [ ۳ ]                |
| Asia Artist Awards                             | ۲۰۱۹ | جایزه محبوبیت استارنیوز - گروه دختر                           | توایس                  | نامزدشده | [ ۳ ]                |
| Asia Artist Awards                             | ۲۰۲۰ | جایزه محبوبیت در برنامه Choeaedol - گروه دختر                 | توایس                  | برنده    |                      |
| Asia Artist Awards                             | ۲۰۲۰ | هنرمند سال (دسانگ)                                            | توایس                  | برنده    |                      |
| BreakTudo Awards                               | ۲۰۱۸ | گروه دختر کی-پاپ                                              | توایس                  | نامزدشده | [ ۴ ]                |
| BreakTudo Awards                               | ۲۰۲۰ | گروه دختر کی-پاپ                                              | توایس                  | برنده    | [ ۵ ]                |
| BreakTudo Awards                               | ۲۰۲۰ | گروه دختر کی-پاپ                                              | توایس                  | نامزدشده | [ ۶ ]                |
| BreakTudo Awards                               | ۲۰۲۰ | گروه دختر کی-پاپ                                              | توایس                  | نامزدشده | [ ۶ ]                |
| BreakTudo Awards                               | ۲۰۲۰ | گروه دختر کی-پاپ                                              | توایس                  | نامزدشده | [ ۶ ]                |
| BreakTudo Awards                               | ۲۰۱۹ | گروه دختر کی-پاپ                                              | توایس                  | نامزدشده | [ ۷ ]                |
| BreakTudo Awards                               | ۲۰۲۰ | گروه دختر کی-پاپ                                              | توایس                  | برنده    | [ ۸ ]                |
| BreakTudo Awards                               | ۲۰۲۰ | فندوم (طرفداران) اینترنشنال                                   | وانس                   | برنده    | [ ۸ ]                |
| Gaon Chart Music Awards                        | ۲۰۱۶ | بهترین هنرمند جدید سال                                        | توایس                  | نامزدشده | [ ۹ ]                |
| Gaon Chart Music Awards                        | ۲۰۱۷ | آلبوم سال - فصل دوم سال                                       | Page Two               | نامزدشده | [ ۱۰ ]               |
| Gaon Chart Music Awards                        | ۲۰۱۷ | آهنگ سال - ماه آپریل                                          | "Cheer Up"             | برنده    | [ ۱۱ ]               |
| Gaon Chart Music Awards                        | ۲۰۱۷ | آهنگ سال - ماه اکتبر                                          | "TT"                   | برنده    | [ ۱۲ ]               |
| Gaon Chart Music Awards                        | ۲۰۱۸ | آلبوم سال - فصل اول سال                                       | Twicecoaster: Lane 2   | نامزدشده | [ ۱۳ ]               |
| Gaon Chart Music Awards                        | ۲۰۱۸ | آلبوم سال - فصل دوم سال                                       | Signal                 | نامزدشده | [ ۱۳ ]               |
| Gaon Chart Music Awards                        | ۲۰۱۸ | آلبوم سال - فصل چهارم سال                                     | Twicetagram            | نامزدشده | [ ۱۳ ]               |
| Gaon Chart Music Awards                        | ۲۰۱۸ | آهنگ سال - ماه فوریه                                          | "Knock Knock"          | برنده    | [ ۱۴ ] [ ۱۵ ]        |
| Gaon Chart Music Awards                        | ۲۰۱۸ | آهنگ سال - ماه می                                             | "Signal"               | نامزدشده | [ ۱۴ ] [ ۱۵ ]        |
| Gaon Chart Music Awards                        | ۲۰۱۸ | آهنگ سال - ماه اکتبر                                          | "Likey"                | نامزدشده | [ ۱۴ ] [ ۱۵ ]        |
| Gaon Chart Music Awards                        | ۲۰۱۸ | آهنگ سال - دسامبر                                             | "Heart Shaker"         | برنده    | [ ۱۴ ] [ ۱۵ ]        |
| Gaon Chart Music Awards                        | ۲۰۱۹ | آلبوم سال - فصل دوم سال                                       | What Is Love?          | نامزدشده | [ ۱۶ ]               |
| Gaon Chart Music Awards                        | ۲۰۱۹ | آلبوم سال - فصل سوم سال                                       | Summer Nights          | نامزدشده | [ ۱۶ ]               |
| Gaon Chart Music Awards                        | ۲۰۱۹ | آلبوم سال - فصل چهارم سال                                     | Yes or Yes             | نامزدشده | [ ۱۶ ]               |
| Gaon Chart Music Awards                        | ۲۰۱۹ | آهنگ سال - ماه آپریل                                          | "What Is Love?"        | برنده    | [ ۱۷ ] [ ۱۸ ]        |
| Gaon Chart Music Awards                        | ۲۰۱۹ | آهنگ سال - ماه جولای                                          | "Dance the Night Away" | برنده    | [ ۱۷ ] [ ۱۸ ]        |
| Gaon Chart Music Awards                        | ۲۰۱۹ | آهنگ سال - ماه نوامبر                                         | "Yes or Yes"           | نامزدشده | [ ۱۷ ] [ ۱۸ ]        |
| Gaon Chart Music Awards                        | ۲۰۲۰ | آلبوم سال - فصل دوم سال                                       | Fancy You              | نامزدشده | [ ۱۹ ]               |
| Gaon Chart Music Awards                        | ۲۰۲۰ | آلبوم سال - فصل سوم سال                                       | Feel Special           | نامزدشده | [ ۱۹ ]               |
| Gaon Chart Music Awards                        | ۲۰۲۰ | آهنگ سال - ماه آپریل                                          | "Fancy"                | نامزدشده | [ ۲۰ ]               |
| Genie Music Awards                             | ۲۰۱۸ | بهترین هنرمند                                                 | توایس                  | نامزدشده | [ ۲۱ ] [ ۲۲ ]        |
| Genie Music Awards                             | ۲۰۱۸ | پرفروش‌ترین هنرمند                                             | توایس                  | برنده    | [ ۲۱ ] [ ۲۲ ]        |
| Genie Music Awards                             | ۲۰۱۸ | گروه دختر                                                     | توایس                  | برنده    | [ ۲۱ ] [ ۲۲ ]        |
| Genie Music Awards                             | ۲۰۱۸ | بهترین اجرای جهانی                                            | توایس                  | برنده    | [ ۲۱ ] [ ۲۲ ]        |
| Genie Music Awards                             | ۲۰۱۸ | جایزه محبوبیت                                                 | توایس                  | نامزدشده | [ ۲۱ ] [ ۲۲ ]        |
| Genie Music Awards                             | ۲۰۱۸ | بهترین موزیک                                                  | "What Is Love?"        | نامزدشده | [ ۲۱ ] [ ۲۲ ]        |
| Genie Music Awards                             | ۲۰۱۸ | بهترین اجرای هنرمند - دختر                                    | "What Is Love?"        | نامزدشده | [ ۲۱ ] [ ۲۲ ]        |
| Genie Music Awards                             | ۲۰۱۹ | بهترین هنرمند                                                 | توایس                  | نامزدشده | [ ۲۳ ] [ ۲۴ ]        |
| Genie Music Awards                             | ۲۰۱۹ | پرفروش‌ترین هنرمند                                             | توایس                  | برنده    | [ ۲۳ ] [ ۲۴ ]        |
| Genie Music Awards                             | ۲۰۱۹ | گروه دختر                                                     | توایس                  | برنده    | [ ۲۳ ] [ ۲۴ ]        |
| Genie Music Awards                             | ۲۰۱۹ | بهترین اجرای هنرمند - دختر                                    | توایس                  | نامزدشده | [ ۲۳ ] [ ۲۴ ]        |
| Genie Music Awards                             | ۲۰۱۹ | جایزه محبوبیت                                                 | توایس                  | نامزدشده | [ ۲۳ ] [ ۲۴ ]        |
| Genie Music Awards                             | ۲۰۱۹ | جایزه محبوبیت جهانی                                           | توایس                  | نامزدشده | [ ۲۳ ] [ ۲۴ ]        |
| Golden Disc Awards                             | ۲۰۱۶ | جایزه گروه تازه‌کار سال                                        | توایس                  | برنده    | [ ۲۵ ] [ ۲۶ ]        |
| Golden Disc Awards                             | ۲۰۱۶ | جایزه محبوبیت                                                 | توایس                  | نامزدشده | [ ۲۵ ] [ ۲۶ ]        |
| Golden Disc Awards                             | ۲۰۱۶ | جایزه محبوبیت جهانی                                           | توایس                  | نامزدشده | [ ۲۵ ] [ ۲۶ ]        |
| Golden Disc Awards                             | ۲۰۱۷ | آلبوم بونسانگ                                                 | Twicecoaster: Lane 1   | نامزدشده | [ ۲۷ ]               |
| Golden Disc Awards                             | ۲۰۱۷ | دیجیتال دسانگ                                                 | "Cheer Up"             | برنده    | [ ۲۷ ]               |
| Golden Disc Awards                             | ۲۰۱۷ | دیجیتال بونسانگ                                               | "Cheer Up"             | برنده    | [ ۲۷ ]               |
| Golden Disc Awards                             | ۲۰۱۷ | جایزه محبوبیت                                                 | توایس                  | نامزدشده | [ ۲۷ ]               |
| Golden Disc Awards                             | ۲۰۱۷ | جایزه انتخاب محبوب آسیا                                       | توایس                  | نامزدشده | [ ۲۷ ]               |
| Golden Disc Awards                             | ۲۰۱۸ | آلبوم دسانگ                                                   | Twicetagram            | نامزدشده | [ ۲۸ ]               |
| Golden Disc Awards                             | ۲۰۱۸ | آلبوم بونسانگ                                                 | Twicetagram            | برنده    | [ ۲۸ ]               |
| Golden Disc Awards                             | ۲۰۱۸ | دیجیتال دسانگ                                                 | "Knock Knock"          | نامزدشده | [ ۲۸ ]               |
| Golden Disc Awards                             | ۲۰۱۸ | دیجیتال بونسانگ                                               | "Knock Knock"          | برنده    | [ ۲۸ ]               |
| Golden Disc Awards                             | ۲۰۱۸ | جایزه آیکون آسیا                                              | توایس                  | برنده    | [ ۲۸ ]               |
| Golden Disc Awards                             | ۲۰۱۸ | جایزه محبوبیت                                                 | توایس                  | نامزدشده | [ ۲۸ ]               |
| Golden Disc Awards                             | ۲۰۱۸ | جایزه محبوبیت جهانی                                           | توایس                  | نامزدشده | [ ۲۸ ]               |
| Golden Disc Awards                             | ۲۰۱۹ | آلبوم دسانگ                                                   | What Is Love?          | نامزدشده | [ ۲۹ ] [ ۳۰ ]        |
| Golden Disc Awards                             | ۲۰۱۹ | آلبوم بوسانگ                                                  | What Is Love?          | برنده    | [ ۲۹ ] [ ۳۰ ]        |
| Golden Disc Awards                             | ۲۰۱۹ | دیجیتال دسانگ                                                 | "Heart Shaker"         | نامزدشده | [ ۲۹ ] [ ۳۰ ]        |
| Golden Disc Awards                             | ۲۰۱۹ | دیجیتال بونسانگ                                               | "Heart Shaker"         | برنده    | [ ۲۹ ] [ ۳۰ ]        |
| Golden Disc Awards                             | ۲۰۱۹ | جایزه محبوبیت                                                 | توایس                  | نامزدشده | [ ۲۹ ] [ ۳۰ ]        |
| Golden Disc Awards                             | ۲۰۱۹ | جایزه محبوبیت ستاره جهانی NetEase                             | توایس                  | نامزدشده | [ ۲۹ ] [ ۳۰ ]        |
| Golden Disc Awards                             | ۲۰۲۰ | آلبوم دسانگ                                                   | Feel Special           | نامزدشده | [ ۳۱ ] [ ۳۲ ] [ ۳۳ ] |
| Golden Disc Awards                             | ۲۰۲۰ | آلبوم بوسانگ                                                  | Feel Special           | برنده    | [ ۳۱ ] [ ۳۲ ] [ ۳۳ ] |
| Golden Disc Awards                             | ۲۰۲۰ | دیجیتال دسانگ                                                 | "Yes or Yes"           | نامزدشده | [ ۳۱ ] [ ۳۲ ] [ ۳۳ ] |
| Golden Disc Awards                             | ۲۰۲۰ | دیجیتال بونسانگ                                               | "Yes or Yes"           | برنده    | [ ۳۱ ] [ ۳۲ ] [ ۳۳ ] |
| Golden Disc Awards                             | ۲۰۲۰ | جایزه هنرمند Cosmopolitan                                     | توایس                  | برنده    | [ ۳۱ ] [ ۳۲ ] [ ۳۳ ] |
| Golden Disc Awards                             | ۲۰۲۰ | جایزه محبوبیت                                                 | توایس                  | نامزدشده | [ ۳۱ ] [ ۳۲ ] [ ۳۳ ] |
| Golden Disc Awards                             | ۲۰۲۰ | جایزه منتخب موسیقی طرفداران کی-پاپNetEase                     | توایس                  | نامزدشده | [ ۳۱ ] [ ۳۲ ] [ ۳۳ ] |
| InStyle Star Icon                              | ۲۰۱۶ | جایزه نسل بعدی گروه دختر                                      | توایس                  | نامزدشده | [ ۳۴ ]               |
| Japan Gold Disc Awards                         | ۲۰۱۸ | جایزه هنرمند تازه‌کار آسیا                                     | توایس                  | برنده    | [ ۳۵ ]               |
| Japan Gold Disc Awards                         | ۲۰۱۸ | ۳ هنرمند برتر تاز کار                                         | توایس                  | برنده    | [ ۳۵ ]               |
| Japan Gold Disc Awards                         | ۲۰۱۸ | آلبوم سال (آسیا)                                              | #Twice                 | برنده    | [ ۳۶ ]               |
| Japan Gold Disc Awards                         | ۲۰۱۸ | ۳ آلبوم برتر سال (آسیا)                                       | #Twice                 | برنده    | [ ۳۶ ]               |
| Japan Gold Disc Awards                         | ۲۰۱۸ | آهنگ سال با میزان دانلود (آسیا)                               | "TT (Japanese ver.)"   | برنده    | [ ۳۷ ]               |
| Japan Gold Disc Awards                         | ۲۰۱۹ | ۳ آلبوم برتر سال (آسیا)                                       | BDZ                    | برنده    | [ ۳۸ ]               |
| Japan Gold Disc Awards                         | ۲۰۱۹ | آهنگ سال با میزان دانلود (آسیا)                               | "Candy Pop"            | برنده    | [ ۳۹ ]               |
| Japan Gold Disc Awards                         | ۲۰۲۰ | ۳ آلبوم برتر سال (آسیا)                                       | &Twice and #Twice2     | برنده    | [ ۴۰ ]               |
| Japan Gold Disc Awards                         | ۲۰۲۰ | آلبوم سال (آسیا)                                              | #Twice2                | برنده    | [ ۴۰ ]               |
| Japan Record Awards                            | ۲۰۱۸ | گرند پریکس                                                    | "Wake Me Up"           | نامزدشده | [ ۴۱ ]               |
| Japan Record Awards                            | ۲۰۱۸ | جایزه بهترین آهنگ                                             | "Wake Me Up"           |          | [ ۴۱ ]               |
| (Mnet Asian Music)mama                         | ۲۰۲۱ | بهترین گروه زن The best female group                          | توایس                  | برنده    | [*]                  |
| Korea Cable TV Association Awards              | ۲۰۱۶ | بهترین خواننده به انتخاب تهیه کنندگان شبکه‌های تلویزیونی کابلی | توایس                  | برنده    | [ ۴۲ ]               |
| Korea Cable TV Association Awards              | ۲۰۱۷ | هنرمند سال                                                    | توایس                  | برنده    | [ ۴۳ ]               |
| Korea Popular Music Awards                     | ۲۰۱۸ | بهترین آلبوم                                                  | Merry & Happy          | نامزدشده | [ ۴۴ ]               |
| Korea Popular Music Awards                     | ۲۰۱۸ | بهترین هنرمند                                                 | توایس                  | نامزدشده | [ ۴۴ ]               |
| Korea Popular Music Awards                     | ۲۰۱۸ | جایزه بونسانگ                                                 | توایس                  | برنده    | [ ۴۴ ]               |
| Korea Popular Music Awards                     | ۲۰۱۸ | جایزه محبوبیت                                                 | توایس                  | نامزدشده | [ ۴۴ ]               |
| Korea Popular Music Awards                     | ۲۰۱۸ | بهترین آهنگ دیجیتال                                           | "Heart Shaker"         | برنده    | [ ۴۴ ]               |
| Korea Popular Music Awards                     | ۲۰۱۸ | جایزه بهترین رقص گروهی                                        | "Heart Shaker"         | نامزدشده | [ ۴۴ ]               |
| Korean Consumer Forum Award                    | ۲۰۱۶ | بِرَند کره‌ای سال                                                | توایس                  | برنده    | [ ۴۵ ]               |
| Korean Ministry of Culture, Sports and Tourism | ۲۰۱۹ | جایزه بزرگ Hallyu Culture                                     | توایس                  | برنده    | [ ۴۶ ]               |
| Korean Music Awards                            | ۲۰۱۷ | آهنگ سال                                                      | "Cheer Up"             | نامزدشده | [ ۴۷ ] [ ۴۸ ]        |
| Korean Music Awards                            | ۲۰۱۷ | بهترین آهنگ پاپ                                               | "Cheer Up"             | نامزدشده | [ ۴۷ ] [ ۴۸ ]        |
| Korean Music Awards                            | ۲۰۱۷ | تازه‌کار سال                                                   | توایس                  | نامزدشده | [ ۴۷ ] [ ۴۸ ]        |
| Korean PD Awards                               | ۲۰۱۷ | اجرای سال (دسانگ)                                             | توایس                  | برنده    | [ ۴۹ ]               |
| Melon Music Awards                             | ۲۰۱۶ | جایزه بهترین آلبوم                                            | Page Two               | نامزدشده | [ ۵۰ ]               |
| Melon Music Awards                             | ۲۰۱۶ | جایزه بهترین آهنگ                                             | "Cheer Up"             | برنده    | [ ۵۰ ]               |
| Melon Music Awards                             | ۲۰۱۶ | بهترین رقص - دختر                                             | "Cheer Up"             | نامزدشده | [ ۵۰ ]               |
| Melon Music Awards                             | ۲۰۱۶ | جایزه بهترین هنرمند                                           | توایس                  | نامزدشده | [ ۵۰ ]               |
| Melon Music Awards                             | ۲۰۱۶ | ده هنرمند برتر                                                | توایس                  | برنده    | [ ۵۰ ]               |
| Melon Music Awards                             | ۲۰۱۶ | جایزه محبوبیت نتیزن‌ها                                         | توایس                  | نامزدشده | [ ۵۰ ]               |
| Melon Music Awards                             | ۲۰۱۶ | جایزه ستاره Kakao                                             | توایس                  | نامزدشده | [ ۵۰ ]               |
| Melon Music Awards                             | ۲۰۱۷ | جایزه بهترین آهنگ                                             | "Knock Knock"          | نامزدشده | [ ۵۱ ] [ ۵۲ ]        |
| Melon Music Awards                             | ۲۰۱۷ | بهترین رقص - دختر                                             | "Knock Knock"          | برنده    | [ ۵۱ ] [ ۵۲ ]        |
| Melon Music Awards                             | ۲۰۱۷ | جایزه بهترین هنرمند                                           | توایس                  | نامزدشده | [ ۵۱ ] [ ۵۲ ]        |
| Melon Music Awards                             | ۲۰۱۷ | ده هنرمند برتر                                                | توایس                  | برنده    | [ ۵۱ ] [ ۵۲ ]        |
| Melon Music Awards                             | ۲۰۱۷ | جایزه محبوبیت نتیزن‌ها                                         | توایس                  | نامزدشده | [ ۵۱ ] [ ۵۲ ]        |
| Melon Music Awards                             | ۲۰۱۷ | جایزه ستاره Kakao                                             | توایس                  | نامزدشده | [ ۵۱ ] [ ۵۲ ]        |
| Melon Music Awards                             | ۲۰۱۸ | جایزه بهترین آهنگ                                             | "Heart Shaker"         | نامزدشده | [ ۵۳ ] [ ۵۴ ]        |
| Melon Music Awards                             | ۲۰۱۸ | بهترین رقص - دختر                                             | "Heart Shaker"         | نامزدشده | [ ۵۳ ] [ ۵۴ ]        |
| Melon Music Awards                             | ۲۰۱۸ | جایزه بهترین هنرمند                                           | توایس                  | نامزدشده | [ ۵۳ ] [ ۵۴ ]        |
| Melon Music Awards                             | ۲۰۱۸ | ده هنرمند برتر                                                | توایس                  | برنده    | [ ۵۳ ] [ ۵۴ ]        |
| Melon Music Awards                             | ۲۰۱۸ | جایزه محبوبیت نتیزن‌ها                                         | توایس                  | نامزدشده | [ ۵۳ ] [ ۵۴ ]        |
| Melon Music Awards                             | ۲۰۱۸ | جایزه ستاره Kakao                                             | توایس                  | نامزدشده | [ ۵۳ ] [ ۵۴ ]        |
| Melon Music Awards                             | ۲۰۱۹ | ده هنرمند برتر                                                | توایس                  | نامزدشده | [ ۵۵ ] [ ۵۶ ]        |
| Melon Music Awards                             | ۲۰۱۹ | جایزه محبوبیت نتیزن‌ها                                         | توایس                  | نامزدشده | [ ۵۵ ] [ ۵۶ ]        |
| Melon Music Awards                             | ۲۰۱۹ | بهترین رقص - دختر                                             | "Fancy"                | نامزدشده | [ ۵۵ ] [ ۵۶ ]        |
| Mnet Asian Music Awards                        | ۲۰۱۵ | هنرمند سال                                                    | توایس                  | نامزدشده | [ ۵۷ ]               |
| Mnet Asian Music Awards                        | ۲۰۱۵ | بهترین هنرمند جدید زن                                         | توایس                  | برنده    | [ ۵۷ ]               |
| Mnet Asian Music Awards                        | ۲۰۱۶ | آلبوم سال                                                     | Page Two               | نامزدشده | [ ۵۸ ] [ ۵۹ ] [ ۶۰ ] |
| Mnet Asian Music Awards                        | ۲۰۱۶ | آلبوم سال                                                     | توایس                  | نامزدشده | [ ۵۸ ] [ ۵۹ ] [ ۶۰ ] |
| Mnet Asian Music Awards                        | ۲۰۱۶ | بهترین گروه دختر                                              | توایس                  | برنده    | [ ۵۸ ] [ ۵۹ ] [ ۶۰ ] |
| Mnet Asian Music Awards                        | ۲۰۱۶ | هنرمند محبوب جهانی                                            | توایس                  | نامزدشده | [ ۵۸ ] [ ۵۹ ] [ ۶۰ ] |
| Mnet Asian Music Awards                        | ۲۰۱۶ | آهنگ سال                                                      | "Cheer Up"             | برنده    | [ ۵۸ ] [ ۵۹ ] [ ۶۰ ] |
| Mnet Asian Music Awards                        | ۲۰۱۶ | بهترین اجرای رقص - دختر                                       | "Cheer Up"             | نامزدشده | [ ۵۸ ] [ ۵۹ ] [ ۶۰ ] |
| Mnet Asian Music Awards                        | ۲۰۱۷ | آلبوم سال                                                     | Signal                 | نامزدشده | [ ۶۱ ] [ ۶۲ ] [ ۶۳ ] |
| Mnet Asian Music Awards                        | ۲۰۱۷ | آلبوم سال                                                     | توایس                  | نامزدشده | [ ۶۱ ] [ ۶۲ ] [ ۶۳ ] |
| Mnet Asian Music Awards                        | ۲۰۱۷ | بهترین گروه دختر                                              | توایس                  | نامزدشده | [ ۶۱ ] [ ۶۲ ] [ ۶۳ ] |
| Mnet Asian Music Awards                        | ۲۰۱۷ | کی پاپ استار محبوب ۲۰۱۷                                       | توایس                  | نامزدشده | [ ۶۱ ] [ ۶۲ ] [ ۶۳ ] |
| Mnet Asian Music Awards                        | ۲۰۱۷ | آهنگ سال                                                      | "Signal"               | برنده    | [ ۶۱ ] [ ۶۲ ] [ ۶۳ ] |
| Mnet Asian Music Awards                        | ۲۰۱۷ | بهترین موزیک ویدیو                                            | "Signal"               | نامزدشده | [ ۶۱ ] [ ۶۲ ] [ ۶۳ ] |
| Mnet Asian Music Awards                        | ۲۰۱۷ | بهترین اجرای رقص - دختر                                       | "Signal"               | برنده    | [ ۶۱ ] [ ۶۲ ] [ ۶۳ ] |
| Mnet Asian Music Awards                        | ۲۰۱۸ | آلبوم سال                                                     | What Is Love?          | نامزدشده | [ ۶۴ ] [ ۶۵ ]        |
| Mnet Asian Music Awards                        | ۲۰۱۸ | هنرمند سال                                                    | توایس                  | نامزدشده | [ ۶۴ ] [ ۶۵ ]        |
| Mnet Asian Music Awards                        | ۲۰۱۸ | آیکون جهانی سال                                               | توایس                  | نامزدشده | [ ۶۴ ] [ ۶۵ ]        |
| Mnet Asian Music Awards                        | ۲۰۱۸ | بهترین گروه دختر                                              | توایس                  | برنده    | [ ۶۴ ] [ ۶۵ ]        |
| Mnet Asian Music Awards                        | ۲۰۱۸ | ده هنرمند انتخابی طرفداران جهانی                              | توایس                  | برنده    | [ ۶۴ ] [ ۶۵ ]        |
| Mnet Asian Music Awards                        | ۲۰۱۸ | رقص هنرمند محبوب - دختر                                       | توایس                  | برنده    | [ ۶۴ ] [ ۶۵ ]        |
| Mnet Asian Music Awards                        | ۲۰۱۸ | آهنگ سال                                                      | "What Is Love?"        | برنده    | [ ۶۴ ] [ ۶۵ ]        |
| Mnet Asian Music Awards                        | ۲۰۱۸ | بهترین موزیک ویدیو                                            | "What Is Love?"        | نامزدشده | [ ۶۴ ] [ ۶۵ ]        |
| Mnet Asian Music Awards                        | ۲۰۱۸ | بهترین اجرای رقص - دختر                                       | "What Is Love?"        | برنده    | [ ۶۴ ] [ ۶۵ ]        |
| Mnet Asian Music Awards                        | ۲۰۱۸ | موریک ویدیوی محبوب                                            | "What Is Love?"        | نامزدشده | [ ۶۴ ] [ ۶۵ ]        |
| Mnet Asian Music Awards                        | ۲۰۱۹ | آلبوم سال                                                     | Fancy You              | نامزدشده | [ ۶۶ ] [ ۶۷ ]        |
| Mnet Asian Music Awards                        | ۲۰۱۹ | هنرمند سال                                                    | توایس                  | نامزدشده | [ ۶۶ ] [ ۶۷ ]        |
| Mnet Asian Music Awards                        | ۲۰۱۹ | آیکون جهانی سال                                               | توایس                  | نامزدشده | [ ۶۶ ] [ ۶۷ ]        |
| Mnet Asian Music Awards                        | ۲۰۱۹ | بهترین گروه دختر                                              | توایس                  | برنده    | [ ۶۶ ] [ ۶۷ ]        |
| Mnet Asian Music Awards                        | ۲۰۱۹ | ده هنرمند انتخابی طرفداران جهانی                              | توایس                  | برنده    | [ ۶۶ ] [ ۶۷ ]        |
| Mnet Asian Music Awards                        | ۲۰۱۹ | ده هنرمند محبوب دختر Qoo                                      | توایس                  | برنده    | [ ۶۶ ] [ ۶۷ ]        |
| Mnet Asian Music Awards                        | ۲۰۱۹ | آهنگ سال                                                      | "Fancy"                | نامزدشده | [ ۶۶ ] [ ۶۷ ]        |
| Mnet Asian Music Awards                        | ۲۰۱۹ | بهترین اجرای رقص - دختر                                       | "Fancy"                | برنده    | [ ۶۶ ] [ ۶۷ ]        |
| Mnet Asian Music Awards                        | ۲۰۲۰ | بهترین گروه دختر                                              | توایس                  | نامزدشده | [ ۶۸ ]               |
| Mnet Asian Music Awards                        | ۲۰۲۰ | هنرمند سال                                                    | توایس                  | نامزدشده | [ ۶۸ ]               |
| Mnet Asian Music Awards                        | ۲۰۲۰ | ده هنرمند انتخابی طرفداران جهانی                              | توایس                  | برنده    | [ ۶۸ ]               |
| Mnet Asian Music Awards                        | ۲۰۲۰ | معروف‌ترین هنرمند                                              | توایس                  | برنده    | [ ۶۸ ]               |
| Mnet Asian Music Awards                        | ۲۰۲۰ | آهنگ سال                                                      | "More & More"          | نامزدشده | [ ۶۸ ]               |
| Mnet Asian Music Awards                        | ۲۰۲۰ | بهترین اجرای رقص - دختر                                       | "More & More"          | نامزدشده | [ ۶۸ ]               |
| MTV Europe Music Awards                        | ۲۰۱۶ | بهترین هنرمند کره                                             | توایس                  | نامزدشده |                      |
| Philippine K-pop Awards                        | ۲۰۱۵ | تازه‌کار سال - دختر                                            | توایس                  | برنده    | [ ۶۹ ]               |
| Philippine K-pop Awards                        | ۲۰۱۶ | بهترین گروه دختر                                              | توایس                  | برنده    | [ ۷۰ ]               |
| Philippine K-pop Awards                        | ۲۰۱۶ | آهنگ سال                                                      | "Cheer Up"             | برنده    | [ ۷۰ ]               |
| Philippine K-pop Awards                        | ۲۰۱۷ | آهنگ سال                                                      | "Likey"                | برنده    | [ ۷۱ ]               |
| Philippine K-pop Awards                        | ۲۰۱۹ | بهترین گروه دختر                                              | توایس                  | برنده    | [ ۷۲ ]               |
| Seoul Music Awards                             | ۲۰۱۶ | جایزه بونسانگ                                                 | توایس                  | نامزدشده | [ ۷۳ ]               |
| Seoul Music Awards                             | ۲۰۱۶ | جایزه هنرمند جدید                                             | توایس                  | نامزدشده | [ ۷۳ ]               |
| Seoul Music Awards                             | ۲۰۱۶ | جایزه محبوبیت                                                 | توایس                  | نامزدشده | [ ۷۳ ]               |
| Seoul Music Awards                             | ۲۰۱۶ | جایزه ویژه Hallyu                                             | توایس                  | نامزدشده | [ ۷۳ ]               |
| Seoul Music Awards                             | ۲۰۱۷ | رکورد سال براساس نشر دیجیتالی                                 | "Cheer Up"             | برنده    | [ ۷۴ ]               |
| Seoul Music Awards                             | ۲۰۱۷ | جایزه دسانگ                                                   | توایس                  | نامزدشده | [ ۷۴ ]               |
| Seoul Music Awards                             | ۲۰۱۷ | جایزه بونسانگ                                                 | توایس                  | برنده    | [ ۷۴ ]               |
| Seoul Music Awards                             | ۲۰۱۷ | بهترین اجرای رقص - دختر                                       | توایس                  | برنده    | [ ۷۴ ]               |
| Seoul Music Awards                             | ۲۰۱۷ | جایزه محبوبیت                                                 | توایس                  | نامزدشده | [ ۷۴ ]               |
| Seoul Music Awards                             | ۲۰۱۷ | جایزه ویژه Hallyu                                             | توایس                  | نامزدشده | [ ۷۴ ]               |
| Seoul Music Awards                             | ۲۰۱۸ | جایزه دسانگ                                                   | توایس                  | نامزدشده | [ ۷۵ ]               |
| Seoul Music Awards                             | ۲۰۱۸ | جایزه بونسانگ                                                 | توایس                  | برنده    | [ ۷۵ ]               |
| Seoul Music Awards                             | ۲۰۱۸ | جایزه محبوبیت                                                 | توایس                  | نامزدشده | [ ۷۵ ]               |
| Seoul Music Awards                             | ۲۰۱۸ | جایزه ویژه Hallyu                                             | توایس                  | نامزدشده | [ ۷۵ ]               |
| Seoul Music Awards                             | ۲۰۱۹ | جایزه دسانگ                                                   | توایس                  | نامزدشده | [ ۷۶ ]               |
| Seoul Music Awards                             | ۲۰۱۹ | جایزه بونسانگ                                                 | توایس                  | برنده    | [ ۷۶ ]               |
| Seoul Music Awards                             | ۲۰۱۹ | جایزه محبوبیت                                                 | توایس                  | نامزدشده | [ ۷۶ ]               |
| Seoul Music Awards                             | ۲۰۱۹ | جایزه ویژه Hallyu                                             | توایس                  | نامزدشده | [ ۷۶ ]               |
| Seoul Music Awards                             | ۲۰۲۰ | جایزه دسانگ                                                   | توایس                  | نامزدشده | [ ۷۷ ]               |
| Seoul Music Awards                             | ۲۰۲۰ | جایزه بونسانگ                                                 | توایس                  | برنده    | [ ۷۷ ]               |
| Seoul Music Awards                             | ۲۰۲۰ | جایزه محبوبیت                                                 | توایس                  | نامزدشده | [ ۷۸ ]               |
| Seoul Music Awards                             | ۲۰۲۰ | جایزه ویژه Hallyu                                             | توایس                  | نامزدشده | [ ۷۸ ]               |
| Seoul Music Awards                             | ۲۰۲۰ | جایزه محبوب‌ترین هنرمند کی پاپ QQ                              | توایس                  | نامزدشده | [ ۷۹ ]               |
| Shibuya Note Awards                            | ۲۰۱۸ | خبرسازترین هنرمند سال                                         | توایس                  | نامزدشده | [ ۸۰ ]               |
| Shorty Awards                                  | ۲۰۲۰ | بهترین در موزیک                                               | توایس                  | برنده    | [ ۸۱ ]               |
| Soompi Awards                                  | ۲۰۱۷ | بهترین گروه دختر                                              | توایس                  | برنده    | [ ۸۲ ] [ ۸۳ ]        |
| Soompi Awards                                  | ۲۰۱۷ | هنرمند سال                                                    | توایس                  | نامزدشده | [ ۸۲ ] [ ۸۳ ]        |
| Soompi Awards                                  | ۲۰۱۷ | هنرمند Breakout                                               | توایس                  | نامزدشده | [ ۸۲ ] [ ۸۳ ]        |
| Soompi Awards                                  | ۲۰۱۷ | بهترین طراحی رقص                                              | "Cheer Up"             | نامزدشده | [ ۸۲ ] [ ۸۳ ]        |
| Soompi Awards                                  | ۲۰۱۷ | آهنگ سال                                                      | "Cheer Up"             | نامزدشده | [ ۸۲ ] [ ۸۳ ]        |
| Soompi Awards                                  | ۲۰۱۷ | موزیک ویدیوی سال                                              | "Cheer Up"             | نامزدشده | [ ۸۲ ] [ ۸۳ ]        |
| Soompi Awards                                  | ۲۰۱۷ | بهترین لباس استیج                                             | "Cheer Up"             | نامزدشده | [ ۸۲ ] [ ۸۳ ]        |
| Soompi Awards                                  | ۲۰۱۷ | آلبوم سال                                                     | Page Two               | نامزدشده | [ ۸۲ ] [ ۸۳ ]        |
| Soompi Awards                                  | ۲۰۱۸ | هنرمند سال                                                    | توایس                  | نامزدشده | [ ۸۴ ]               |
| Soompi Awards                                  | ۲۰۱۸ | آلبوم سال                                                     | Twicecoaster: Lane 2   | نامزدشده | [ ۸۴ ]               |
| Soompi Awards                                  | ۲۰۱۸ | آهنگ سال                                                      | "Signal"               | نامزدشده | [ ۸۴ ]               |
| Soompi Awards                                  | ۲۰۱۸ | بهترین لباس استیج                                             | "Signal"               | نامزدشده | [ ۸۴ ]               |
| Soompi Awards                                  | ۲۰۱۸ | بهترین گروه دختر                                              | توایس                  | نامزدشده | [ ۸۴ ]               |
| Soompi Awards                                  | ۲۰۱۸ | بهترین طراحی رقص                                              | "Knock Knock"          | نامزدشده | [ ۸۴ ]               |
| Soribada Best K-Music Awards                   | ۲۰۱۷ | جایزه دیجیتال دسانگ                                           | توایس                  | برنده    | [ ۸۵ ]               |
| Soribada Best K-Music Awards                   | ۲۰۱۷ | جایزه بونسانگ                                                 | توایس                  | برنده    | [ ۸۵ ]               |
| Soribada Best K-Music Awards                   | ۲۰۱۷ | جایزه محبوبیت                                                 | توایس                  | نامزدشده | [ ۸۵ ]               |
| Soribada Best K-Music Awards                   | ۲۰۱۸ | جایزه دیجیتال دسانگ                                           | توایس                  | برنده    | [ ۸۶ ]               |
| Soribada Best K-Music Awards                   | ۲۰۱۸ | جایزه بونسانگ                                                 | توایس                  | برنده    | [ ۸۶ ]               |
| Soribada Best K-Music Awards                   | ۲۰۱۸ | جایزه محبوبیت دختر                                            | توایس                  | نامزدشده | [ ۸۶ ]               |
| Soribada Best K-Music Awards                   | ۲۰۱۸ | جایزه فندوم جهانی                                             | توایس                  | نامزدشده | [ ۸۶ ]               |
| Soribada Best K-Music Awards                   | ۲۰۱۹ | موزیک ویدیوی سال                                              | توایس                  | برنده    | [ ۸۷ ]               |
| Soribada Best K-Music Awards                   | ۲۰۱۹ | جایزه بونسانگ                                                 | توایس                  | برنده    | [ ۸۷ ]               |
| Soribada Best K-Music Awards                   | ۲۰۱۹ | جایزه محبوبیت دختر                                            | توایس                  | برنده    | [ ۸۷ ]               |
| Soribada Best K-Music Awards                   | ۲۰۲۰ | موج کره ای جدید در دختر مورد علاقه                            | توایس                  | برنده    |                      |
| Soribada Best K-Music Awards                   | ۲۰۲۰ | جایزه بونسانگ                                                 | توایس                  | برنده    |                      |
| Soribada Best K-Music Awards                   | ۲۰۲۰ | هنرمند سال                                                    | توایس                  | برنده    |                      |
| Spotify Awards                                 | ۲۰۲۰ | بیشترین شنونده برای یک هنرمند - دختر                          | توایس                  | نامزدشده | [ ۸۸ ]               |
| Telehit Awards                                 | ۲۰۱۹ | بهترین کی پاپ سال                                             | توایس                  | نامزدشده | [ ۸۹ ]               |
| The Fact Music Awards                          | ۲۰۱۸ | هنرمند سال (بونسانگ)                                          | توایس                  | برنده    | [ ۹۰ ]               |
| The Fact Music Awards                          | ۲۰۱۸ | آیکون جهانی                                                   | توایس                  | برنده    | [ ۹۰ ]               |
| The Fact Music Awards                          | ۲۰۱۹ | هنرمند سال (بونسانگ)                                          | توایس                  | برنده    | [ ۹۱ ]               |
| The Fact Music Awards                          | ۲۰۱۹ | آیکون جهانی                                                   | توایس                  | برنده    | [ ۹۱ ]               |
| The Fact Music Awards                          | ۲۰۲۰ | هنرمند سال                                                    | توایس                  | برنده    |                      |
| The Fact Music Awards                          | ۲۰۲۰ | جایزه محبوبیت TMA                                             | توایس                  | نامزدشده |                      |
| V Live Awards                                  | ۲۰۱۶ | هنرمندان تازه‌کار                                              | توایس                  | برنده    | [ ۹۲ ]               |
| V Live Awards                                  | ۲۰۱۷ | ده هنرمند جهانی                                               | توایس                  | برنده    | [ ۹۳ ] [ ۹۴ ]        |
| V Live Awards                                  | ۲۰۱۸ | ده هنرمند جهانی                                               | توایس                  | برنده    | [ ۹۵ ]               |
| V Live Awards                                  | ۲۰۱۹ | ده هنرمند                                                     | توایس                  | برنده    | [ ۹۶ ]               |
| V Live Awards                                  | ۲۰۱۹ | بهترین کانال - سه میلیون دنبال کننده                          | توایس                  | برنده    | [ ۹۶ ]               |
| V Live Awards                                  | ۲۰۱۹ | دوست داشتنی‌ترین هنرمند                                        | توایس                  | نامزدشده | [ ۹۷ ] [ ۹۸ ]        |
| V Live Awards                                  | ۲۰۱۹ | دوازده هنرمند جهانی                                           | توایس                  | برنده    | [ ۹۷ ] [ ۹۸ ]        |
| Yahoo! Asia Buzz Awards                        | ۲۰۱۶ | جایزه محبوبیت آسیا                                            | توایس                  | نامزدشده |                      |